# Иванов, Андрей Алексеевич (футболист)
Андре́й Алексе́евич Ивано́в (род. 8 октября 1988, Москва) — российский футболист, защитник.

## Карьера

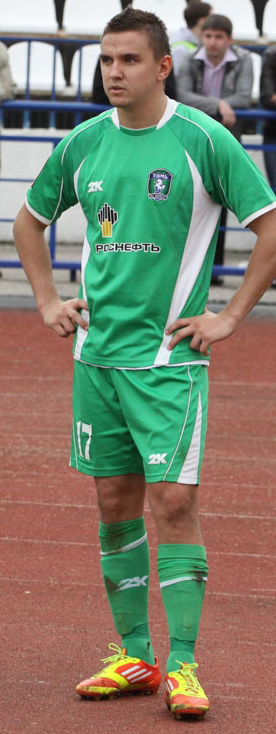
Иванов в составе «Томи»

Начал заниматься футболом в школе московского «Локомотива», откуда перешёл в школу «Сатурна». Затем, в возрасте 16 лет, ушёл в футбольную школу московского «Спартака».
С 2004 года начал выступать за дубль «красно-белых». Дебютировал в основном составе «Спартака» 26 ноября 2006 года в матче чемпионата России против «Крылья Советов». Этот матч стал единственным проведённым в основе «Спартака» в том году. 15 января 2009 года на правах годичной аренды перешёл в «Томь». Основной причиной перехода стало желание Андрея проводить больше времени на поле, чего главный тренер «Спартака», Микаэль Лаудруп, не мог ему обеспечить. В составе «Томи» дебютировал 15 марта 2009 года в матче чемпионата России против «Крыльев Советов» (0:1), отыграв весь матч. В конце сезона «Томь» предприняла попытку выкупить трансфер Иванова, но получила отказ. 10 марта 2010 года во второй раз подряд был отдан в аренду в «Томь». 5 июня появилась информация, что Иванов вернётся в «Спартак» в летнее трансферное окно. 2 июля московский «Спартак» принял решение вернуть Иванова из аренды. 6 августа он был заявлен за московский клуб.
11 января 2011 года подписал контракт на 3,5 года с московским «Локомотивом». 21 сентября 2011 года забил единственный гол за «Локомотив» в 1/8 финала Кубка России в матче против клуба «Луч-Энергия» (1:0). 17 июля 2012 года на правах аренды перешёл в «Ростов». В 2014 году подписал контракт с «Сибирью». 30 июня 2016 года заключил контракт с клубом «СКА-Хабаровск».
Перед сезоном 2017/18 подписал с московским «Торпедо» двухлетний контракт, который был расторгнут по соглашению сторон 9 августа 2018 года.
В июне 2021 года дебютировал за ФК «Зеленоград» в Чемпионате Москвы среди ЛФК (дивизион «А»).

## Статистика
на 13 июня 2013
| Сезон   | Клуб               | Лига | Чемпионат | Чемпионат | Кубок | Кубок | Еврокубки | Еврокубки |
| Сезон   | Клуб               | Лига | Игры      | Голы      | Игры  | Голы  | Игры      | Голы      |
| ------- | ------------------ | ---- | --------- | --------- | ----- | ----- | --------- | --------- |
| 2006    | Спартак (Москва)   | РФПЛ | 1         | 0         | 0     | 0     | 0         | 0         |
| 2007    | Спартак (Москва)   | РФПЛ | 7         | 0         | 1     | 0     | 3         | 0         |
| 2008    | Спартак (Москва)   | РФПЛ | 12        | 0         | 1     | 0     | 2         | 0         |
| 2009    | Томь               | РФПЛ | 19        | 0         | 1     | 0     | —         | —         |
| 2010    | Томь               | РФПЛ | 13        | 0         | 1     | 0     | —         | —         |
| 2010    | Спартак (Москва)   | РФПЛ | 12        | 0         | 0     | 0     | 2         | 0         |
| 2011/12 | Локомотив (Москва) | РФПЛ | 2         | 0         | 1     | 1     | 0         | 0         |
| 2011/12 | Томь               | РФПЛ | 2         | 0         | 1     | 0     | —         | —         |
| 2012/13 | Ростов             | РФПЛ | 4         | 0         | 1     | 0     | —         | —         |

## Достижения
- Серебряный призёр чемпионата России: 2007